# 烏帽

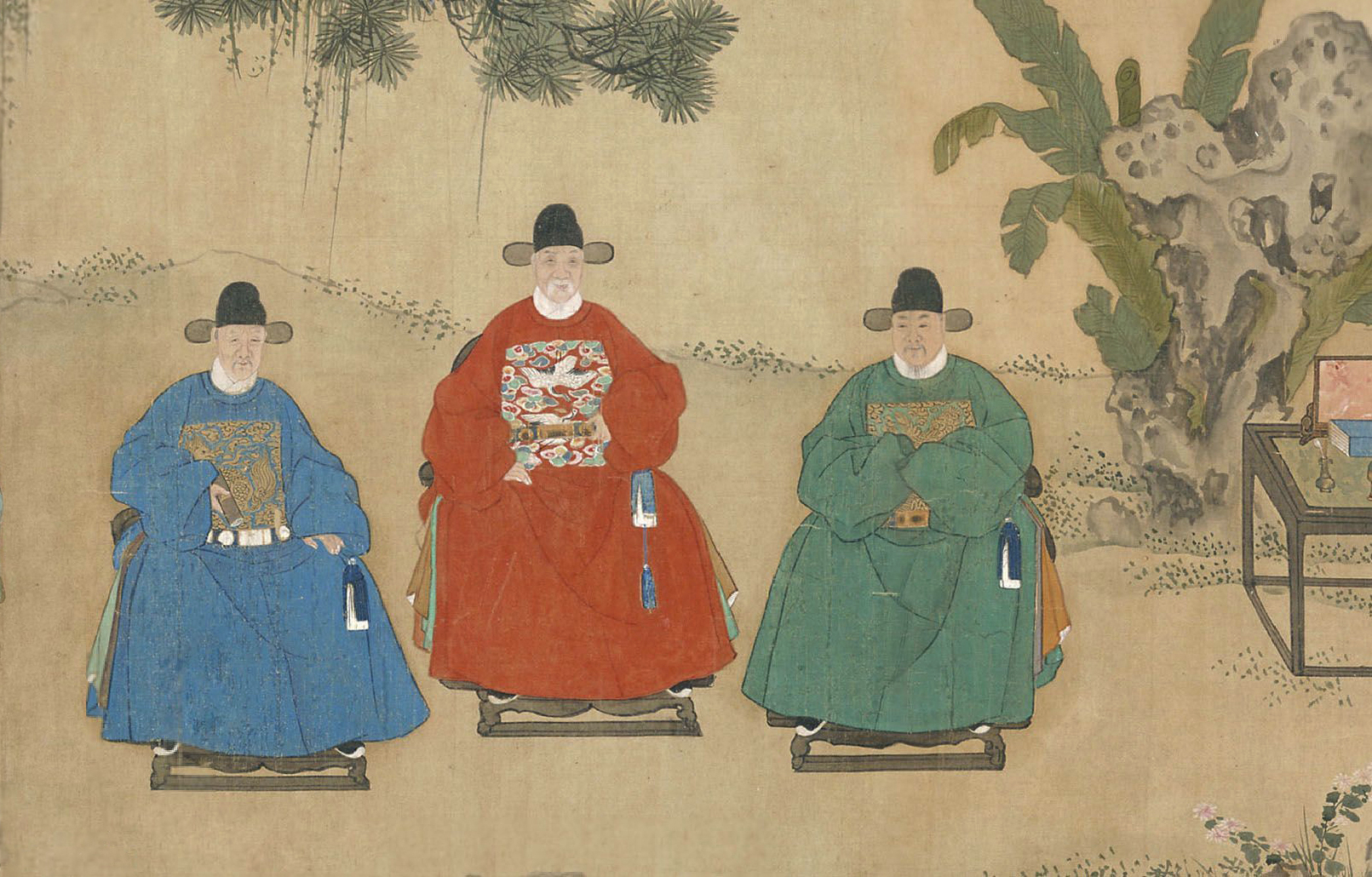
烏紗帽を着用した官吏（明代）

烏帽（うぼう、烏紗帽、紗帽、Futou（襆頭）としても知られている）とは、清軍入関の折の易服令廃止まで、中国で一千年にわたって流行した衣服。時代ごとにスタイルは多少変化したが、烏紗をかぶせたものは、日本、朝鮮半島、ベトナム、古琉球などに伝来した。

## 概要
北朝後期に、“幞頭”と呼ばれる新しいヘアスタイルが流行ったものの、鮮卑の胡服であるとして改良が求められた。そもそも、“幞頭”が誕生したのは、武芸や戦争に際しての利便性が求められたからであり、軽い素材である羅を用いて髪を縛ることのできるようにすることで、身軽で敏捷性のある動きに適しており、騎射の差しさわりにならないような工夫がされた。隋代・唐代には、形状の美が追求され、幞頭の内側につける硬い冠（硬質の襯冠）をつけた。唐から宋にかけて、 巾角が花型に変化して新たに帽翅となり、硬質でピンと張る漆紗や表地も改良して最終的に烏紗帽となった。
- Japan's Toyotomi Hideyoshi wearing a hat influenced by wushamao（烏紗帽）
- Korea's Sim Hwan-ji wearing a hat influenced by osamo（烏紗帽）
- Vietnam's Trần Danh Án wearing a "ô sa" hat influenced by wushamao （烏紗帽）